# Elvira Banotti
Elvira Banotti (Asmara, 17 de julio de 1933 – Lavinio, 2 de marzo de 2014) fue una periodista,  escritora, pensadora y activista feminista italiana, cofundadora del grupo Rivolta Femminile con Carla Lonzi y Carla Accardi en 1970. También fue fundadora del colectivo feminista La città sessuale. Es especialmente conocida por su activismo en favor del derecho al aborto. En 1971 publicó el ensayo "El desafío femenino. Maternidad y aborto" que planteó la historia y el contexto social del aborto en Italia y fue considerado pionero en la identificación del aborto como cuestión política.

## Biografía
Elvira Banotti nace en Eritrea (entonces Etiopía) en 1933.  Su abuelo había emigrado para trabajar en la construcción del ferrocarril a finales del siglo XIX, y allí se casó con una mujer eritrea en 1928. Elvira tenía tres hermanos y dos hermanas. El hecho de provenir de una familia mixta (padre italiano, madre eritrea) hizo que legalmente fuera considerada "hija ilegítima" según la legislación italiana de la época, algo que además implicaba el no reconocimiento de la ciudadanía italiana, un hecho que le marcaría en su interés por el derecho llegando a matricularse en la universidad para estudiar jurisprudencia.
En su autobiografía, Una ragazza speciale (2011) explicó que su madre nunca la apoyó en su tentativa de ser una mujer autónoma. Creció en un contexto de finales de los años 50 enfrentando la discriminación colonial y la discriminación racial.La experiencia del trato de su madre privilegiando a sus hermanos la situó ante el reto de enfrentarse a la sumisión a lo masculino explica Marta Stella en el libro Clandestine: Il Romanzo delle Donne que narra la lucha de las mujeres por el derecho al aborto en Italia. Elvira asistió a la escuela de mojas junto a sus hermanos Giovanni Battista, Silvia y Archimede. Vivían en una villa con un gran jardín, animales y árboles frutales. Elvira y sus hermanos recibieron clases de piano. Sin embargo la situación económica de la familia pasó por un mal momento y se vio obligada a dejar los estudios de piano y empezar a trabajar.
Empezó a los 16 años, primero como costurera y después como taquígrafa.  En 1952 ganó un concurso para trabajar como secretaria del Consulado General de Italia en Asmara. Entre los temas que trataba habitualmente estaban las prácticas de herencia y el reconocimiento de paternidad. En poco tiempo tras matricularse en 1961 en la Universidad Nigrizia Comboniana de Asmara en la Facultad de Derecho, gestiona el despacho jurídico del cónsul.  En Una chica muy especial Elvira cuenta: "Me dediqué a buscar una solución jurídica para los hijos considerados ilegítimos porque nacieron de madres etíopes y padres italianos. Estoy muy orgullosa de este hecho porque abrí un camino humano y social para la atribución de apellidos a niños descalificados por esa presunta gran civilización occidental que impedía el reconocimiento de sus propios hijos, calquiera que fuera su nacimiento".
En 1960 fue trasladada al consulado en Adís Abeba, donde chocó con las directrices del cónsul y del embajador italiano. Mientras tanto, también se dedicó a la moda, diseñando modelos y montando desfiles de moda en el club italiano "Juventus" en Adís Abeba en los años 1962-1964.
En 1964 Elvira llegó a Italia para participar en un congreso sobre la condición femenina invitada por el socialista Giuseppe Di Vagno, impresionado por la lucidez de la joven. En la intervención en el congreso denuncia entre aplausos que las mujeres no tengan voz en la reunión "Vengo de Etiopía, creía que en Italia las mujeres tenían éxito y, en cambio, me sorprende que sólo los hombres hablen de este tema. ¿Por qué ustedes, las mujeres, no hablan?" explica la propia Banotti en su autobiografía.
En los primeros meses de 1967 Elvira tuvo una relación con un hombre casado, quedó embarazada y tuvo un aborto clandestino explica la periodista italiana Marta Stella en Clandestine, una historia novelada de la lucha de las mujeres por el derecho al aborto. La intervención quirúrgica sin anestesia para ella fue "una experiencia terrorífica". A partir de entonces intenta recoger otras experiencias y empieza a preguntar, a las amigas, a otras mujeres que le cuentan su historia. Fruto de esta investigación publicó en 1971 La sfida femminile, Maternità e aborto donde recoge un centenar de testimonios de mujeres sobre el aborto. Por primera vez un libro, partiendo de la condición histórica de marginación de la mujer, realiza un estudio profundo sobre la demografía y la longevidad.

### Polémica con Indro Montanelli
En 1969 participó como invitada en el programa de Gianni Bisiach “La hora de la verdad”, en el que se entrevistaba al periodista Indro Montanelli quien contó cómo "aventura fascinante" que en 1935 había "comprado a una niña abisinia de 12 años a su padre para "casarse", señalando la normalidad de este hecho en África. Banotti intervino preguntándole cómo entendía la relación con las mujeres, señalando que su actitud era de colonialista y violador y señalando que una situación similar sería considerada en Europa violencia contra una niña.
También derramó un cubo de bellotas sobre el director de cine italiano Tinto Brass, su manera de decirle que era un cerdo, durante la manifestación en la que se pedía la apertura de los burdeles.

### Rivolta Femminile
Mientras en Milán en 1966 se forma el primer grupo feminista italiano: DEMAU (DEMistificazione Autoritarismo), con la influencia del mayo del 68 se crean nuevos grupos en diferentes puntos de Italia: formaron colectivos feministas en Milán (Anabasi, con Serena Nozzoli, y Rivolta Femminile, con Carla Lonzi), en Roma (el Grupo Pompeo Magno y nuevamente Rivolta Femminile, con Elvira Banotti), en Trento (Cerchio Spezzato) y en Padua (Lotta Feminista).
En julio de 1970 en paredes de las calles de Roma apareció el Manifesto di Rivolta femminile escrito por Carla Lonzi filósofa y crítica de arte, Carla Accardi pointora y la propia Elvira Banotti. El manifiesto es considerado texto fundacional del grupo “Rivolta Femminile”, referente hasta los años ochenta en el que se destacaban los temas que el feminismo italiano haría suyos más tarde: el orgullo de la diferencia frente a la pretensión de igualdad, el rechazo de la complementariedad de la mujer en cualquier ámbito de la vida, la crítica a la institución del matrimonio, el reconocimiento del trabajo femenino como trabajo productivo y la centralidad del cuerpo y la reivindicación de una subjetividad sexual, libre de las exigencias masculinas.
"La igualdad es un intento ideológico de esclavizar a las mujeres en niveles superiores. Identificar a la mujer con el hombre significa cancelar el último camino hacia la liberación. Para la mujer, la liberación no significa aceptar la misma vida que el hombre porque es inhabitable, pero expresa su sentido de existencia" afirma el manifiesto. La mujer no debe definirse en relación con el hombre. [...] el hombre no es el modelo al que adaptar el proceso de autodescubrimiento de las mujeres. La mujer es el otro respeto al hombre. El hombre es el otro para la mujer. [...] La mujer como sujeto no rechaza al hombre como sujeto, pero lo rechaza como rol absoluto. En la vida social lo rechaza como un papel autoritario.
El documento empieza con la pregunta inicial de Olympe de Gouges en 1791:  ¿Estarán siempre divididas las mujeres unas de otras? ¿Nunca formarán un solo cuerpo?. En su biografía, Banotti escribe: "En 1968, reuniendo a algunas amigas, fundé el primer grupo feminista italiano llamado RIVOLTA FEMMINILE". Después de la publicación de nuestro histórico Manifiesto de 1971, surgió en Milán el segundo grupo encabezado por Carla Lonzi, organizadora de la interesante serie de libritos verdes. En Roma publicamos el pequeño folleto azul "Rivolta Femminile" que diferenciaba a nuestro grupo de los numerosos movimientos de mujeres que estallaron en ese periodo. En los años siguientes nuestro grupo. se destacó por sus numerosas intervenciones sensacionales en debates y conferencias oficiales que tenían como temas la política, la religión, la filosofía y también la violación, la prostitución, el sadomasoquismo y el acoso sexofobico..."
En 1971 fundó el Tribunal 8 de marzo para juzgar a la Iglesia católica. Fue condenada por desacato y posteriormente absuelta.
Se distancia de Rivolta Femmenile en 1973 y creó el colectivo La città sessuale que se presentó a las elecciones municipales de Roma en 1989.

### Denuncia del "acoso sexista"
En 1988 Banotti y su grupo denunció a Giuglielmo Pepe, redactor jefe del diario La Repúbblica por acoso sexista.
La activista se posicionó contra la pornografía emitida por las emisoras privadas de televisión, afirmando que: "los anuncios pornográficos incitan a la violencia contra las mujeres, presentan la violación como un juego erótico agradable a las mujeres", así como la lucha contra la prostitución y contra la reapertura de casas cerradas.
En una entrevista con Radio Radicale, definió la prostitución como la "organización de la violación social... perpetrada por un Estado que castiga los crímenes colaterales pero tolera la violencia que siempre sufren las mujeres".
Banotti también criticó la sexualidad masculina llamándola un depredador, para finalmente ser libre la mujer tuvo que cambiar de la sexualidad vaginal a la sexualidad del clítoride.
En los últimos años de su vida todavía luchaba en las salas de audiencias en apoyo de las mujeres maltratadas.

### El desafío femenino: maternidad y aborto
En 1971 Banotti publicó  "El desafío femenino. Maternidad y aborto". Para Banotti el aborto es un acto de libertad, un derecho inalienable de la mujer que debe ser libre de elegir, momento a momento, lo que se realiza a través de ella. Pero no sólo eso. Se trata también de un acontecimiento biológico absolutamente natural, un "rechazo voluntario" que la mujer "copia de la naturaleza" cuando no puede vivir tranquilamente la maternidad. El texto, con cien biografías, ayuda a entender la situación del aborto en Italia antes de 1978, año de la aprobación de la ley 194 que lo legaliza.
El libro denuncia la actitud de la doctrina cristiana con relación a las mujeres, el vínculo sagrado del matrimonio y la consideración del adulterio como delito grave: Y "es precisamente en el cristianismo donde se organiza y teoriza la mayor discriminación y represión de las mujeres, que transformará a las mujeres en instrumentos de la especie" (p. 293). Y recoge el enfoque de defensa de la salud de la mujer y específicamente su salud mental.
Junto con otras feministas, Banotti fundó el "Tribunal 8 de marzo" para juzgar a la religión y a la Iglesia católica. Por una pancarta que decía "La Iglesia concibió la teología de la violación", ella misma fue juzgada en L'Aquila por cargos de difamación de la religión, pero es absuelta; el delito de difamación de la religión será abolido poco después.
Perteneció al colectivo feminista la Città sessuale, que en 1989 participó en las elecciones municipales de Roma.
En 2001 dejó su apartamento de Trastévere para mudarse a Lavinio.
En las elecciones generales de Italia en 2013 participó simbólicamente como candidata al senado en el puesto 8 de la lista del  Movimento Eudonna (Eudonna movimento Federativo Femminile per l'Europa".
Murió el 2 de marzo de 2014 en Lavinio.

## Controversias
Benotti es considerada una figura del feminismo compleja y controvertida. La escritora Nadeesha Uyangoda la destaca como voz poscolonial.
Mientras reinaba el feminismo militante y el Partido Comunista lo había convertido en bandera de sus federaciones de mujeres, Elvira Banotti ocupó la sede del Il manifesto y se dirigió a sus periodistas "Nunca nos habéis hecho hablar, ni habéis publicado los escritos que hemos perdido; pero hablaremos de todos modos... Ustedes, camaradas fallidas y ustedes, mujeres marxistas divagantes, durante aproximadamente un siglo nos han impedido a las mujeres hablar apelando a razones superiores; de hecho, estabas alimentando la tradición de la violación como mediación deshonesta con y entre hombres, que es la razón de ser de la falsa izquierda. Ustedes hoy, al bloquear el camino a cualquier aclaración aportada por las feministas, representan efectivamente la última mentira en la historia de la esclavitud. “

## Publicaciones
- La sfida femminile. Maternità e aborto, Bari, De Donato (1971),
- “El separatismo de los significados”, Elvira Banotti y Dora Cardaci (trad.),  Debate Feminista, nº 2 (1990), pp. 226-228.
- Una ragazza speciale. In appendice Manifesto di Rivolta femminile, Aprilia, Ortica Ed (2011)  ISBN-10  :  8897011209
- Attraversando il tempo. Centoventi anni dell’Unione femminile nazionale (1899-2019), Roma, Viella Stefania Bartolini (2019),

### Artículos
- El separatismo de los significados   Este artículo fue publicado en: II Paese delle Donne ,a I,  Núm.  36,  12 de marzo de 1988